# Beiershausen
Beiershausen ist ein Dorf mit etwa 300 Einwohnern in Osthessen etwa 6 km südwestlich von Bad Hersfeld an der Bundesstraße 62 gelegen.

## Geographische Lage
Die Häuser folgen dem Falkenbach und schmiegen sich an die nordwestlich gelegenen Berghänge des Aulaberges (342,4 m ü. NN), des Mittelberges (358,5 m ü. NN) und des Langenberges. Südöstlich, jenseits der Bundesstraße und der Bahnstrecke Bad Hersfeld–Treysa, auch „Knüllwaldbahn“ genannt, fließt die Fulda am Ort vorbei. Das bebaute Gebiet liegt auf 209 m ü. NN an der Bundesstraße und steigt bis 265 m ü. NN an den Hängen des Mittelberges an.

## Geschichte

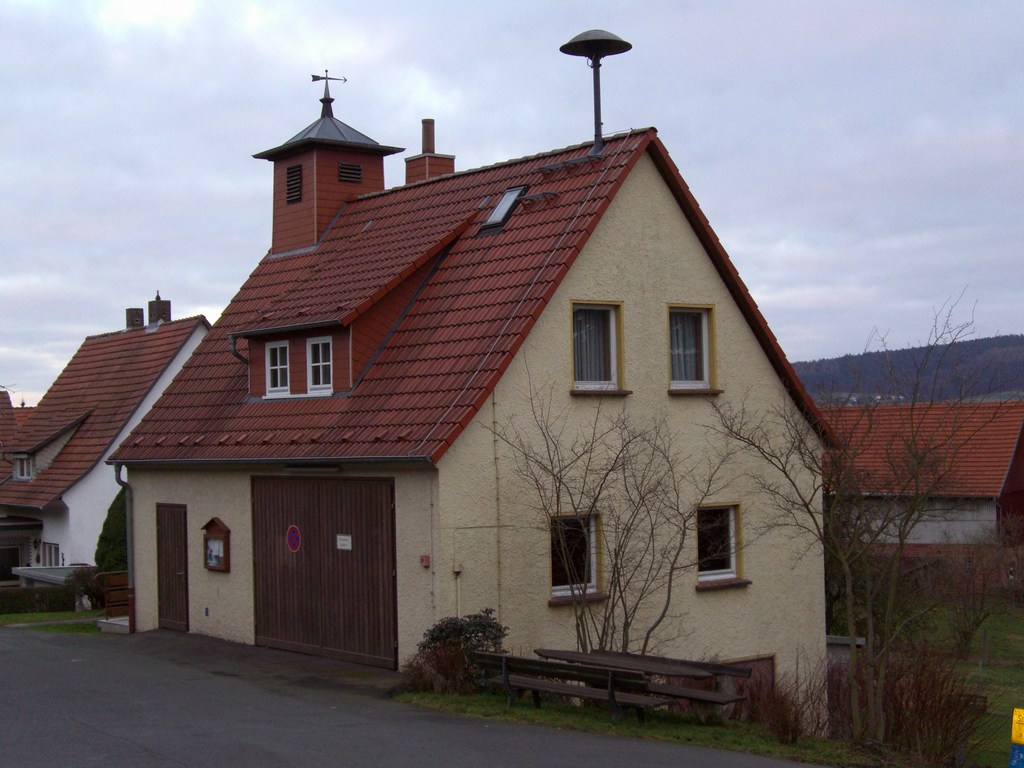
Das Feuerwehrhaus in Beiershausen

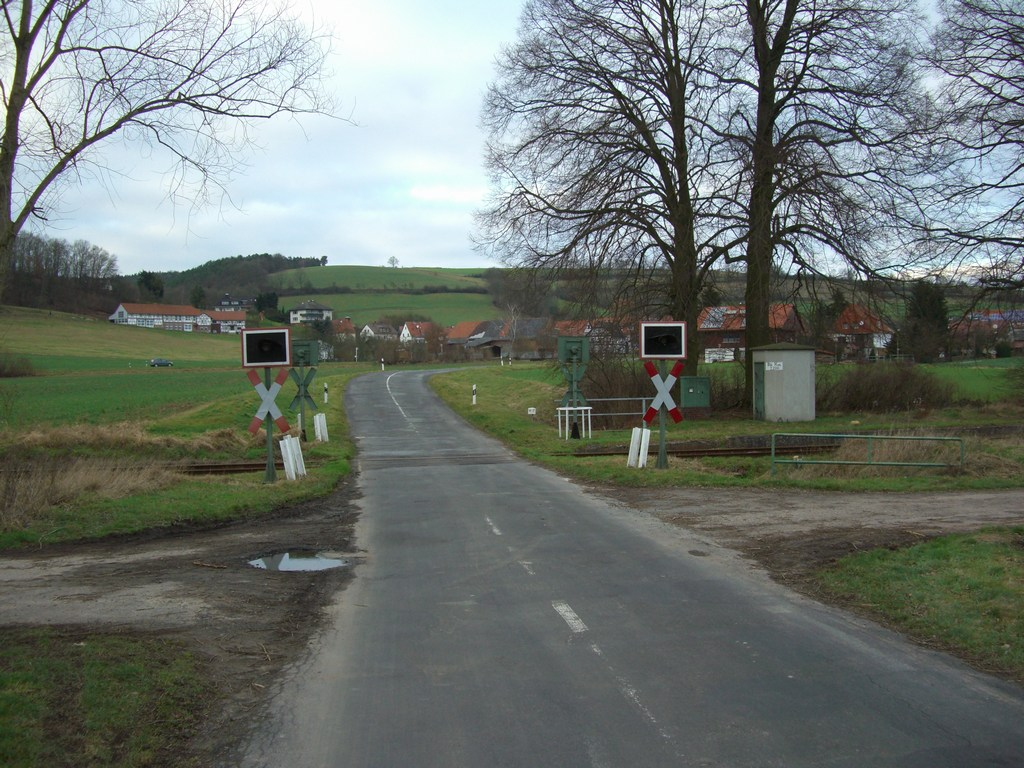
Bahnübergang und ehemaliger Haltepunkt Beiershausen

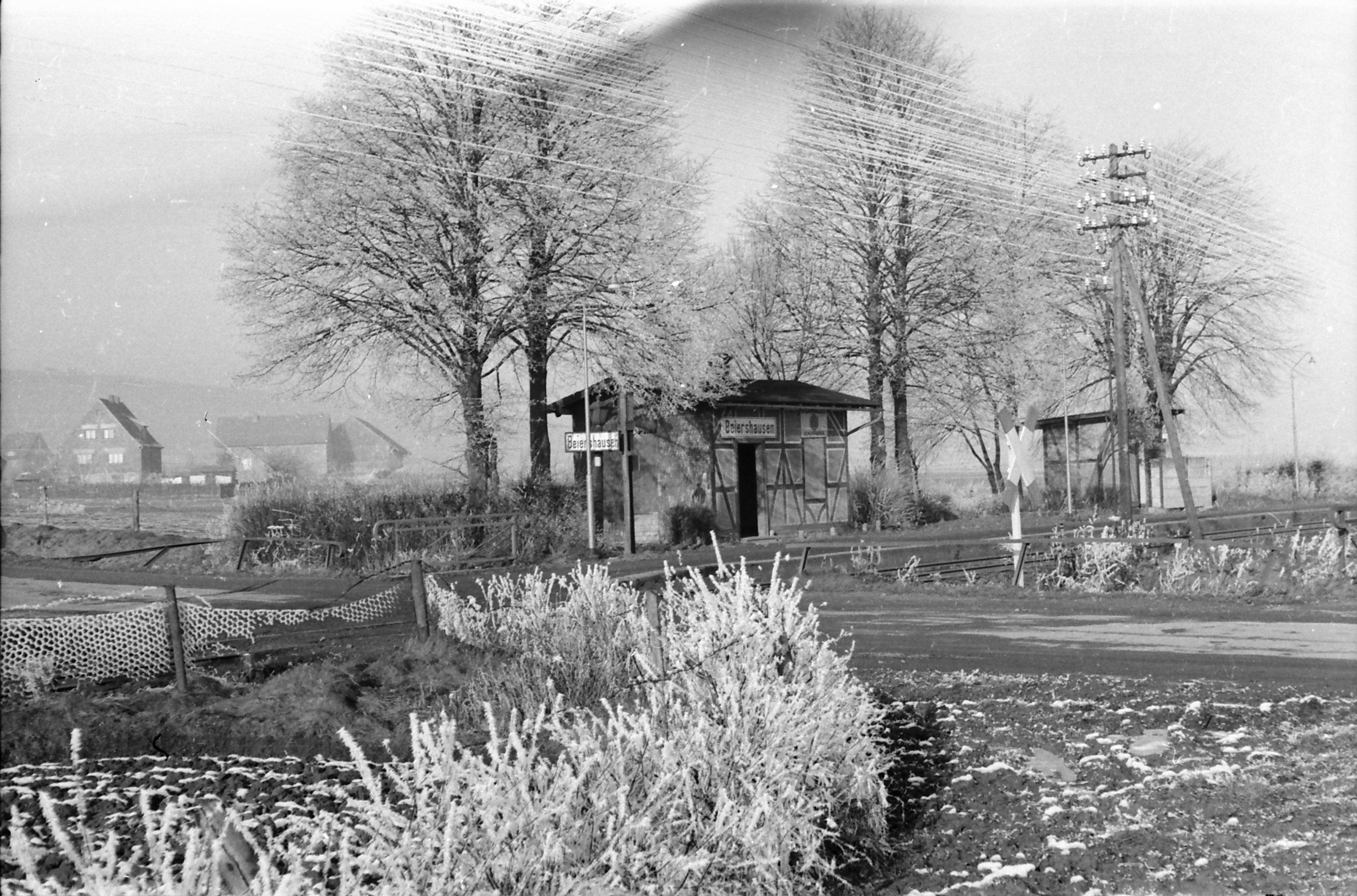
Haltepunkt ca. 1959

### Ortsgeschichte
Beiershausen, ein historisches hessisches Bauerndorf, wurde im Jahre 1332 erstmals urkundlich erwähnt. 1393 verkauften die Adligen von Milnrode, die zur Zeit des Abtes Berthold (1366–1388) hersfeldischen Lehnsbesitz in „Beigershusin“ hatten, das Dorf an Hersfeld „wiederkäuflich“. Im Dreißigjährigen Krieg war Beiershausen „ganz wüst geworden“.
Zum 31. Dezember 1971 wurde im Zuge der Gebietsreform in Hessen die bis dahin selbständige Gemeinde Beiershausen in die Kreisstadt Bad Hersfeld eingegliedert. Für den Stadtteil Beiershausen wurde ein Ortsbezirk eingerichtet.
Der Ort lässt auch heute noch erkennen, wie die ersten Siedler die Besonderheiten der Landschaft nutzten. Im Ortskern drängen sich die Höfe eng aneinander und sind doch in ihrer Vielfalt Ausdruck einer bäuerlichen Eigenständigkeit. Das Dorf ist auch heute noch weitgehend in seinem ursprünglichen Erscheinungsbild erhalten. Die zahlreichen, klar gegliederten Bauernhöfe mit ihren Wirtschaftsgebäuden, Nutz- und Obstgärten, die charakteristischen Straßenräume mit ihren Gängeln und alten Winkeln sind noch heute zu sehen.

### Einwohnerentwicklung
| Beiershausen: Einwohnerzahlen von 1834 bis 2011 | Beiershausen: Einwohnerzahlen von 1834 bis 2011 | Beiershausen: Einwohnerzahlen von 1834 bis 2011 | Beiershausen: Einwohnerzahlen von 1834 bis 2011 | Beiershausen: Einwohnerzahlen von 1834 bis 2011 |
| --- | ----------------------------------------------- | ----------------------------------------------- | ----------------------------------------------- | ----------------------------------------------- |
| Jahr |                                                 |                                                 |                                                 | Einwohner                                       |
| 1834 | 1834                                            |                                                 | 157                                             | 157                                             |
| 1840 | 1840                                            |                                                 | 166                                             | 166                                             |
| 1846 | 1846                                            |                                                 | 170                                             | 170                                             |
| 1852 | 1852                                            |                                                 | 158                                             | 158                                             |
| 1858 | 1858                                            |                                                 | 140                                             | 140                                             |
| 1864 | 1864                                            |                                                 | 137                                             | 137                                             |
| 1871 | 1871                                            |                                                 | 155                                             | 155                                             |
| 1875 | 1875                                            |                                                 | 148                                             | 148                                             |
| 1885 | 1885                                            |                                                 | 153                                             | 153                                             |
| 1895 | 1895                                            |                                                 | 127                                             | 127                                             |
| 1905 | 1905                                            |                                                 | 151                                             | 151                                             |
| 1910 | 1910                                            |                                                 | 159                                             | 159                                             |
| 1925 | 1925                                            |                                                 | 147                                             | 147                                             |
| 1939 | 1939                                            |                                                 | 171                                             | 171                                             |
| 1946 | 1946                                            |                                                 | 255                                             | 255                                             |
| 1950 | 1950                                            |                                                 | 268                                             | 268                                             |
| 1956 | 1956                                            |                                                 | 220                                             | 220                                             |
| 1961 | 1961                                            |                                                 | 218                                             | 218                                             |
| 1967 | 1967                                            |                                                 | 149                                             | 149                                             |
| 1970 | 1970                                            |                                                 | 274                                             | 274                                             |
| 1980 | 1980                                            |                                                 | ?                                               | ?                                               |
| 1994 | 1994                                            |                                                 | 303                                             | 303                                             |
| 2004 | 2004                                            |                                                 | 307                                             | 307                                             |
| 2011 | 2011                                            |                                                 | 252                                             | 252                                             |
| Datenquelle: Historisches Gemeindeverzeichnis für Hessen: Die Bevölkerung der Gemeinden 1834 bis 1967. Wiesbaden: Hessisches Statistisches Landesamt, 1968. Weitere Quellen: bis 1970 LAGIS; nach 1980. Stadt Bad Hersfeld; Zensus 2011 |                                                 |                                                 |                                                 |                                                 |

## Politik
Für Beiershausen besteht ein Ortsbezirk (Gebiete der ehemaligen Gemeinde Beiershausen) mit Ortsbeirat und Ortsvorsteher nach der Hessischen Gemeindeordnung.
Der Ortsbeirat besteht aus sieben Mitgliedern. Bei den Kommunalwahlen in Hessen 2021 betrug die Wahlbeteiligung zum Ortsbeirat 65,22 %. Alle Mitglieder gehören der „Beiershausener Liste“ (BL) an. Ortsvorsteher ist seit März 2023 Bernd Rudolph.

## Kultur und Sehenswürdigkeiten
Pfaffenwaldfriedhof
1938 wurde das Lager Pfaffenwald als „Reichsautobahnlager“ für die Unterbringung von beim Bau der Asbachtalbrücke beschäftigten Zwangsarbeitern im Pfaffenwald westlich von Beiershausen eingerichtet. Von 1942 bis zum Frühjahr 1945 wurde es dann als Durchgangs-, Sterbe-, Geburten- und Abtreibungslager für ausländische Zwangsarbeiter und Zwangsarbeiterinnen genutzt. Die im Lager Verstorbenen wurden von den Lagerinsassen selbst auf einem provisorischen Friedhof im Interessentenwald in den Rothäckern bestattet. 1958/59 legten dann Soldaten der Bundeswehr einen Waldfriedhof (⊙) an, der 1960/61 von der Hessischen Landesregierung und dem Volksbund Deutsche Kriegsgräberfürsorge vollendet und am 14. Mai 1961 der Öffentlichkeit zugänglich gemacht wurde.